# Rinyabesenyő, Somogy
Rinyabesenyő  este un sat în districtul Nagyatád, județul Somogy, Ungaria, având o populație de 198 de locuitori (2011). 

## Demografie
Componența etnică a satului Rinyabesenyő
     Maghiari (67,84%)
     Romi (32,16%)
Componența confesională a satului Rinyabesenyő
     Romano-catolici (81,31%)
     Reformați (1,52%)
     Necunoscută (17,17%)
Conform recensământului din 2011, satul Rinyabesenyő avea 198 de locuitori. Din punct de vedere etnic, majoritatea locuitorilor (67,84%) erau maghiari, cu o minoritate de romi (32,16%).  Din punct de vedere confesional, majoritatea locuitorilor (81,31%) erau romano-catolici, cu o minoritate de reformați (1,52%). Pentru 17,17% din locuitori nu este cunoscută apartenența confesională.